# Dorothea Viehmann

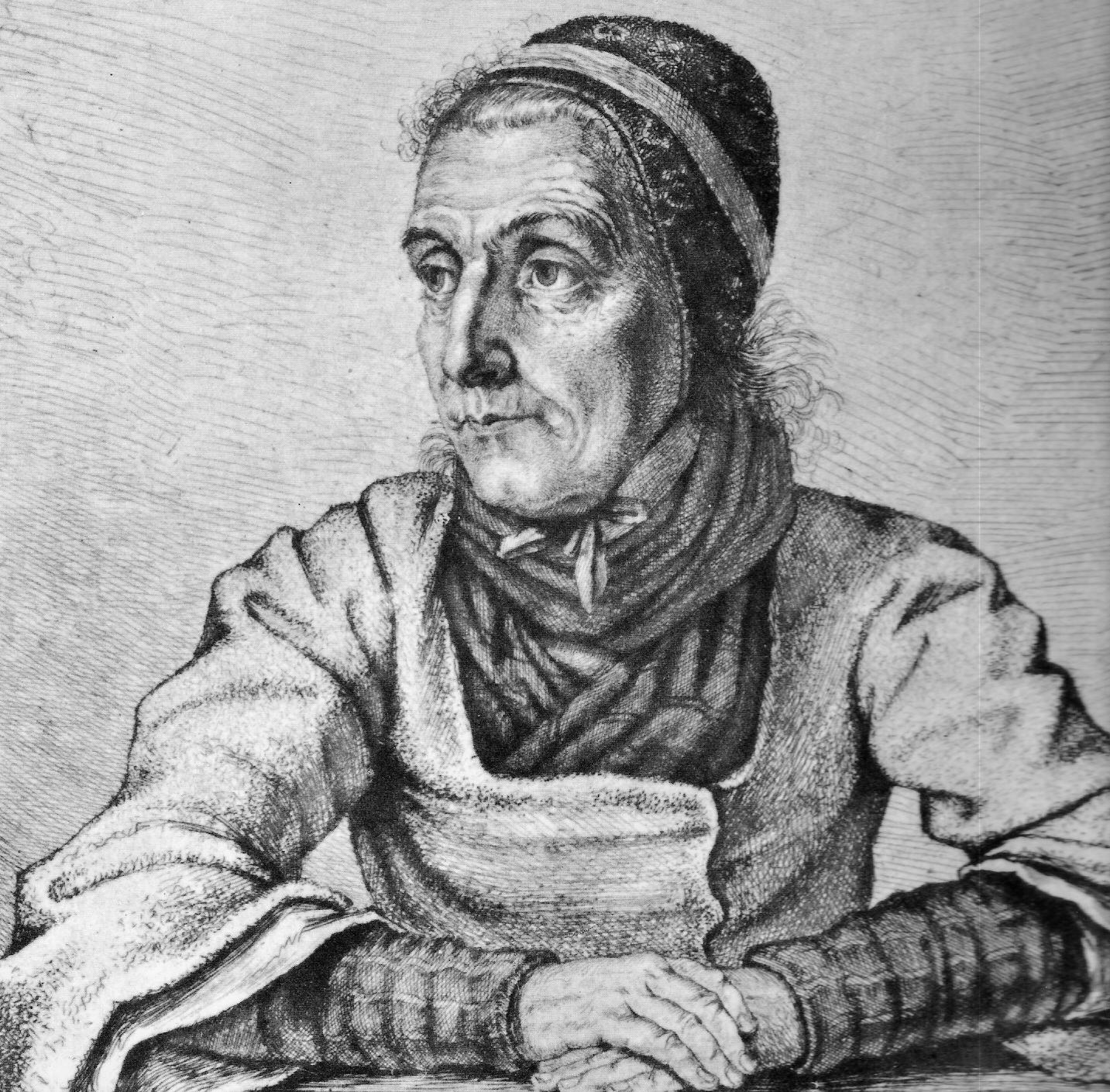
Zeitgenössisches Porträt der Märchenerzählerin Dorothea Viehmann von Ludwig Emil Grimm

Dorothea Viehmann (geborene Katharina Dorothea Pierson, * 8. November 1755 in Rengershausen, heute ein Stadtteil von Baunatal; † 17. November 1815) war eine der wichtigsten Quellen für Grimms Märchen. Die Brüder Grimm veröffentlichten Dorothea Viehmanns Erzählungen vor allem im zweiten Band ihrer Kinder- und Hausmärchen (KHM).

## Leben
Dorothea Viehmann wurde als Katharina Dorothea Pierson in Rengershausen als Tochter eines Gastwirtes geboren. Die Vorfahren väterlicherseits waren als verfolgte Hugenotten nach der Aufhebung des Edikts von Nantes nach Hessen-Kassel gekommen. Aufgrund dieser französischen Herkunft fanden über Dorothea Viehmann eine Reihe von französischen Märchenvariationen Niederschlag in der Märchensammlung der Brüder Grimm. In der Gaststube ihres Vaters hörte sie darüber hinaus auch viele Geschichten, Sagen und Märchen von durchreisenden Kaufleuten, Handwerksburschen und Fuhrleuten, die sie später an die Brüder weitergab.
1777 heiratete Dorothea Pierson den Schneider Nikolaus Viehmann und zog mit ihm im Jahre 1787 nach Niederzwehren (heute Stadtteil von Kassel). Nach dem Tod ihres Mannes sorgte sie für sich und ihre sieben Kinder, indem sie Produkte ihres Gartens auf dem Markt verkaufte.
Johann Wolfgang von Goethe war, so der Grimm-Forscher Heinz Rölleke, Cousin fünften Grades von Dorothea Viehmann; gemeinsamer Stammvater ist ein Valentin Schröder.
1813 lernte Frau Viehmann die Brüder Grimm kennen und erzählte ihnen über 40 Märchen und Märchenvariationen zu mindestens 36 Märchen der Brüder Grimm. Wilhelm Grimm schrieb über sie: „Einer jener guten Zufälle aber war es, daß wir aus dem bei Cassel gelegenen Dorfe Nieder-Zwehrn eine Bäuerin kennen lernten, die uns die meisten und schönsten Märchen des zweiten Bandes erzählte. Diese Frau, Namens Viehmännin, war noch rüstig, und nicht viel über fünfzig Jahre alt. […] Sie bewahrte die alten Sagen fest im Gedächtniß“. Besonders beeindruckt waren die Brüder Grimm davon, dass sie die Märchen immer wieder in unveränderter Wortwahl zu erzählen wusste.

## Auf Viehmann zurückgehende Märchen
- Eines der Märchen, das die Brüder Grimm von der „Viehmännin“ erzählt bekamen, ist das Märchen KHM 106 Der arme Müllerbursch und das Kätzchen. Hier ist die hugenottische Abstammung der Dorothea Viehmann besonders deutlich, denn es besitzt sehr viel Ähnlichkeit mit dem französischen Feenmärchen Die weiße Katze (La chatte blanche) der Madame d’Aulnoy.
- Das Märchen KHM 29 Der Teufel mit den drei goldenen Haaren geht in seiner endgültigen Fassung, die 1819 von den Brüdern Grimm veröffentlicht wurde, ebenfalls auf Dorothea Viehmann zurück.
- KHM 6 Der treue Johannes
- KHM 9 Die zwölf Brüder
- KHM 34 Die kluge Else
- KHM 61 Das Bürle
- KHM 63 Die drei Federn
- KHM 71 Sechse kommen durch die ganze Welt
- KHM 76 Die Nelke
- KHM 89 Die Gänsemagd
- KHM 94 Die kluge Bauerntochter
- KHM 98 Doktor Allwissend
- KHM 100 Des Teufels rußiger Bruder
- KHM 102 Der Zaunkönig und der Bär
- KHM 108 Hans mein Igel
- KHM 111 Der gelernte Jäger
- KHM 115 Die klare Sonne bringt’s an den Tag
- KHM 118 Die drei Feldscherer
- KHM 125 Der Teufel und seine Großmutter
- KHM 127 Der Eisenofen
- KHM 128 Die faule Spinnerin

Auf Dorothea Viehmann zurückgehende Texte haben in den Anmerkungen der Brüder Grimm stets den Hinweis aus Zwehrn. Bernhard Lauer vermutet deshalb, dass auch KHM 176 Die Lebenszeit, das ein Bauer aus Zwehrn erzählt haben soll, in derselben Tradition stehen könnte. Daneben flossen Fassungen von Dorothea Viehmann in weitere Märchen mit ein oder werden in den Anmerkungen als Varianten wiedergegeben.

## Viehmann-Orte und Ehrungen

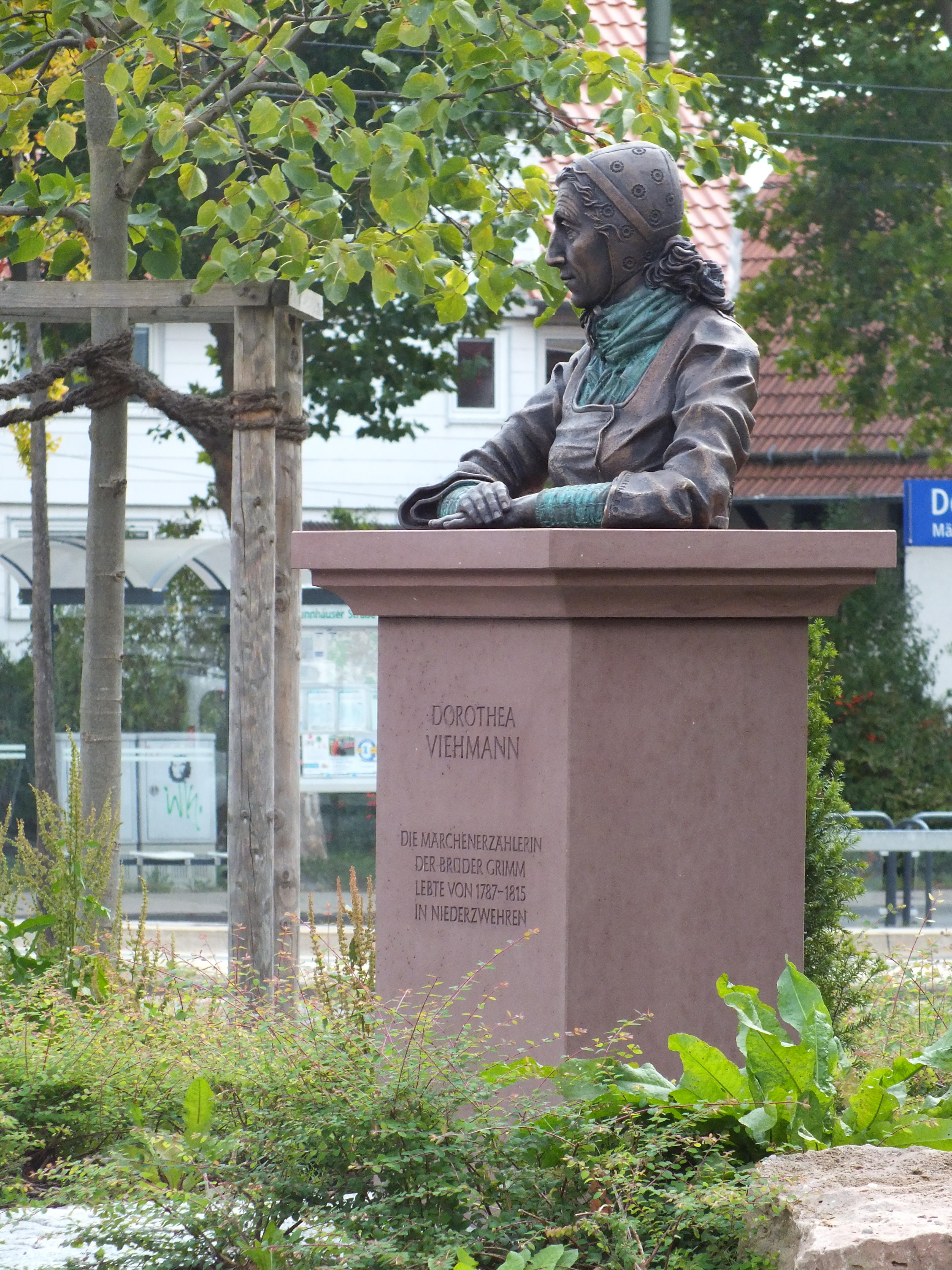
Statue in Kassel-Niederzwehren zu Ehren Dorothea Viehmanns

Das Gast- und Brauhaus Knallhütte, in dem Dorothea Viehmann aufwuchs und das heute im Besitz der Hütt-Brauerei ist, steht in Baunatal-Rengershausen an der Autobahn A 49 nahe dem Autobahnkreuz Kassel-West.
Der Ortskern von Kassel-Niederzwehren wird aufgrund des damaligen Wohnsitzes der Märchenerzählerin heute auch ‚Märchenviertel‘ genannt. Die Namen einiger Straßen und Wege in diesem Gebiet erinnern an die Brüder Grimm und ihre Märchen, wie etwa die Straßennamen Märchenweg, Dornröschenpfad, Däumling, Sterntalerweg, Dorothea-Viehmann-Straße und Brüder-Grimm-Straße. Seit 1951 trägt die ortsansässige Grundschule in Niederzwehren den Namen Dorothea-Viehmann-Schule. Im Bereich zwischen den Kasseler Stadtteilen Niederzwehren und Oberzwehren wurde ein Park nach der Märchenerzählerin benannt.
An dem Fachwerkhaus im Märchenweg, in dem Dorothea Viehmann von 1787 bis 1798 lebte, erinnern eine Plakette und eine Büste an die Märchenerzählerin. Auch an dem Haus in der Brüder-Grimm-Straße, das die Familie ab 1798 bewohnte, wird auf die ehemalige Bewohnerin hingewiesen.
Im Februar 2009 wurde eine lebensgroße Halbbüste von Dorothea Viehmann enthüllt, die der Künstler Berahna Massoum im Auftrag des Brüder-Grimm-Museums Kassel anhand der gezeichneten Porträts Ludwig Emil Grimms erschuf. Die Büste wurde zunächst auf einem Steinsockel an der Ecke von der Korbacher Straße zur Frankfurter Straße aufgestellt. Im Jahr 2015 fand sie ihren neuen Standort auf dem Märchenplatz in Niederzwehren, unterhalb der Matthäuskirche. Dort befindet sich auch das Grab von Dorothea Viehmann.
Ein Neubaugebiet in Berlin erhielt 1996 Straßennamen nach Grimms Märchen; darunter auch eine Dorothea-Viehmann-Straße.

## Varia
Im September 2012 ist eine Radierung aus dem Bestand der Universitätsbibliothek Kassel als bislang unbekanntes Bild der Dorothea Viehmann identifiziert worden. Es stammt von Ludwig Emil Grimm.